# Brasilinsel

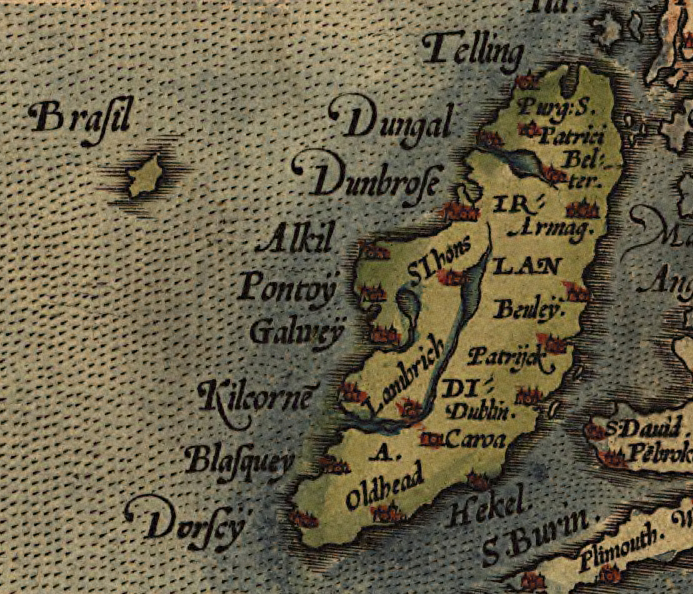
Ausschnitt einer Europakarte Abraham Ortelius’ mit Irland, westlich ist die Brasilinsel eingezeichnet (1571)

Die Brasilinsel (auch Brasil, Hy Brasil, Hy Brasail, Hy Breasail, Hy Bereasil, Hy Brazil, O’Brazile, Í Breasil, Uí Bhreasail, Breasil, Bracile, Brazil Rock und weitere Schreibweisen) ist eine Phantominsel, die  auf über 300 Karten aus der Renaissance und der Frühen Neuzeit eingezeichnet ist.

## Name
Manche Erzählungen des Mythos ziehen Verbindung zu den Irischen Uí Breasail („Nachfahren des Breasal“, die Bezeichnung eines Clans im Nordosten Irlands). 
Mit dem Namen Brasiliens besteht keine direkte etymologische Verbindung. Der Name „Brasilien“ geht auf den portugiesischen Namen pau-brasil des Brasilholz-Baumes (Caesalpinia echinata) zurück, ein Lieferant für rotes Färbemittel und zur Zeit der frühen Kolonisation ein wichtiges Ausfuhrprodukt aus den Wäldern der Atlantikküste war. Indirekt kann jedoch eine Beziehung bestehen, da „brasa“ auf Portugiesisch schlicht „Glut“ bedeutet. Aus einer entsprechenden Benennung einer (vulkanischen) Azoreninsel als Ilha da Brasil, nämlich Terceira mit dem heute noch Monte Brasil benannten Vulkanberg, könnte rückwirkend eine Identifikation mit der mythischen Insel stattgefunden haben.
Der Namensbestandteil „Hy“ oder „Í“ ist die alte gälische Bezeichnung für eine Insel, „Hy Brasil“ ist demnach einfach die „Insel Brasil“.

## Mythos
Die Insel wurde angeblich von keltischen Mönchen im sechsten Jahrhundert entdeckt und zu einem Sehnsuchtsort der Europäer, da nach den Beschreibungen der Mönche alle Pflanzen Blüten trugen und alle Bäume, Früchte und Steine Edelsteine waren. Die Sage von der Insel betonte, dass die Insel völlig von Nebel umschlossen sei und nur an einem Tag alle sieben Jahre sichtbar wäre. In den keltischen Sagen und Legenden erscheint die Insel auch mit anderen Namen, darunter Tir fo-Thuin—the („Land unter den Wellen“), Magh Mell-the („Land der Wahrheit“), Hy na-Beatha („Insel des Lebens“) und Tir na-m-Buadha—the („Land der Tugend“). In der christlich-irischen Überlieferung ist es Tir Tairngiri („Land des Versprechens“), Terra Repromissionis Sanctorum, das gelobte Land der Heiligen. Wie die Namen schon anzeigen, jeweils eine Form eines irdischen Paradieses, wie es in der Navigatio Sancti Brendani beschrieben wird.

## Lokalisierung und Suche
Trotz der offenbar legendären Elemente der Überlieferung wurde die Brasilinsel bis in die Neuzeit immer wieder gesucht, gesichtet, mehrfach angeblich gefunden und dementsprechend auch auf Karten verzeichnet. Die Lage der Brasilinsel wurde allerdings sehr unterschiedlich dargestellt. Einmal sollte sie westlich von Irland liegen, dann erscheint sie als Teil einer Inselgruppe mitten im Atlantik, etwa an der Position der Azoren, ein anderes Mal vor Neufundland und südlich von Grönland und schließlich westlich der Bretagne. Auf manchen Karten erscheint der Name (in verschiedenen Schreibungen) mehrfach.
1498 schrieb ein britischer Agent in einem Brief an Christoph Kolumbus, bei dem Land, das der venezianische Seefahrer Giovanni Caboto im Auftrag Heinrichs VII. von England entdeckt habe (Neufundland), handele es sich um die Brasilinsel. Sie sei, wie Kolumbus bereits wisse, zuvor von Seeleuten aus Bristol entdeckt worden.
Erst 1865 wurde die Insel endgültig aus den Atlanten entfernt.

## Moderne Rezeption
Margaret Elphinstone verlegte die Handlung ihres Romans Inselnotizen nach Hy Brasil. „Hy-Brazil“ war auch der Name einer Insel im Abenteuerfilm Erik der Wikinger, welche aber im Laufe der Handlung versank (allerdings nur im englischen Original, in der deutschen Synchronisation hieß die Insel „Atlantis-West“, da der Mythos der Brasilinsel in Deutschland nicht so weit verbreitet war). Der Autor Alan Moore und der Zeichner J. H. Williams III verwendeten in ihrer Comicserie Promethea eine Fantasiewelt namens, „Hy Brasil“, die jedoch frei erfunden ist und in keinem Zusammenhang zur Phantominsel steht.